# Serrat del Castell (Lluçà)
El Serrat del Castell és una muntanya de 895 metres que es troba al municipi de Lluçà, a la comarca catalana del Lluçanès. Aquest cim està inclòs al llistat dels 100 cims de la FEEC